# Пиноккио (фильм, 2019)
«Пиноккио» (англ. Pinocchio) — фильм в жанрах фэнтези и приключение от режиссёра Маттео Гарроне, новая экранизация одноимённой сказки 1883 года классика детской литературы Карло Коллоди. Роль Джеппетто в картине исполнил обладатель премии «Оскар», актёр Роберто Бениньи, Пиноккио — Федерико Иелапи.
Международная премьера картины состоялась в феврале на Берлинском кинофестивале. В России фильм вышел на цифровых платформах 10 июня.
Картина получила две номинации на 93-ю церемонию «Оскар» — за «Лучший дизайн костюмов» и «Лучший грим и причёски».

## Сюжет
Экранизация классической истории о деревянной кукле, созданной столяром Джеппетто. Получив имя Пиноккио, она неожиданно оживает и спешит познать мир, полный других удивительных созданий и волшебства. Но мальчик совершенно наивен и верит всему и всем.

## В ролях
| Актёр                     | Роль                          |
| ------------------------- | ----------------------------- |
| Роберто Бениньи           | Джеппетто                     |
| Федерико Иелапи           | Пиноккио                      |
| Рокко Папалео             | Кот                           |
| Массимо Чеккерини         | Лис                           |
| Марина Вакт               | Фея с голубыми волосами       |
| Джиджи Пройетти           | Манджафоко                    |
| Маурицио Ломбарди         | Тунец                         |
| Алессио ди Доменикантонио | Фитиль                        |
| Массимилиано Галло        | доктор Ворон / директор цирка |
| Давиде Маротта            | Говорящий сверчок             |
| Теко Селио                | судья Горилла                 |

## Производство
24 октября 2016 года было анонсировано, что роль Джепетто (отца Пиноккио) исполнит актёр Тони Сервилло, однако два года спустя, в октябре 2018-го стало известно, что Джепетто сыграет Роберто Бениньи (который играл Пиноккио в экранизации 2002 года, режиссёром которой выступил сам). Бениньи высказался об этом так: «Великий персонаж, великая история, великий режиссёр: играть Джеппетто в постановке Маттео Гарроне — одна из форм счастья».
Ник Дадмэн отвечал за грим и создание фантастических тварей, которые появляются в фильме. Помимо него, гримом также занимался Марк Кулир. Композитором картины выступил Дарио Марианелли — обладатель премии «Оскар» за работу над фильмом «Искупление».
Съёмки начались 18 марта 2019 года и проходили в Италии, а именно в Синалунге (Сиена, Тоскана), Полиньяно-а-Маре (Бари, Апулия), Нойкаттаро (Бари, Апулия), Остуни (Бриндизи, Апулия), Гравине-ин-Пулья (Бари, Апулия) и Витербо (Лацио).

## Маркетинг
Первый кадр из фильма появился в сети 29 марта 2019 года; первый тизер — в июле. Итальянский прокатчик «Пиноккио» 01 Distribution опубликовал официальный трейлер к нему 22 ноября 2019 года. Локализованная версия была размещена в интернете 20 декабря.

## Релиз
Премьера картины в Италии состоялась 19 декабря. В феврале 2020 года фильм был представлен на Берлинском кинофестивале.